# Białczańska Kazalnica

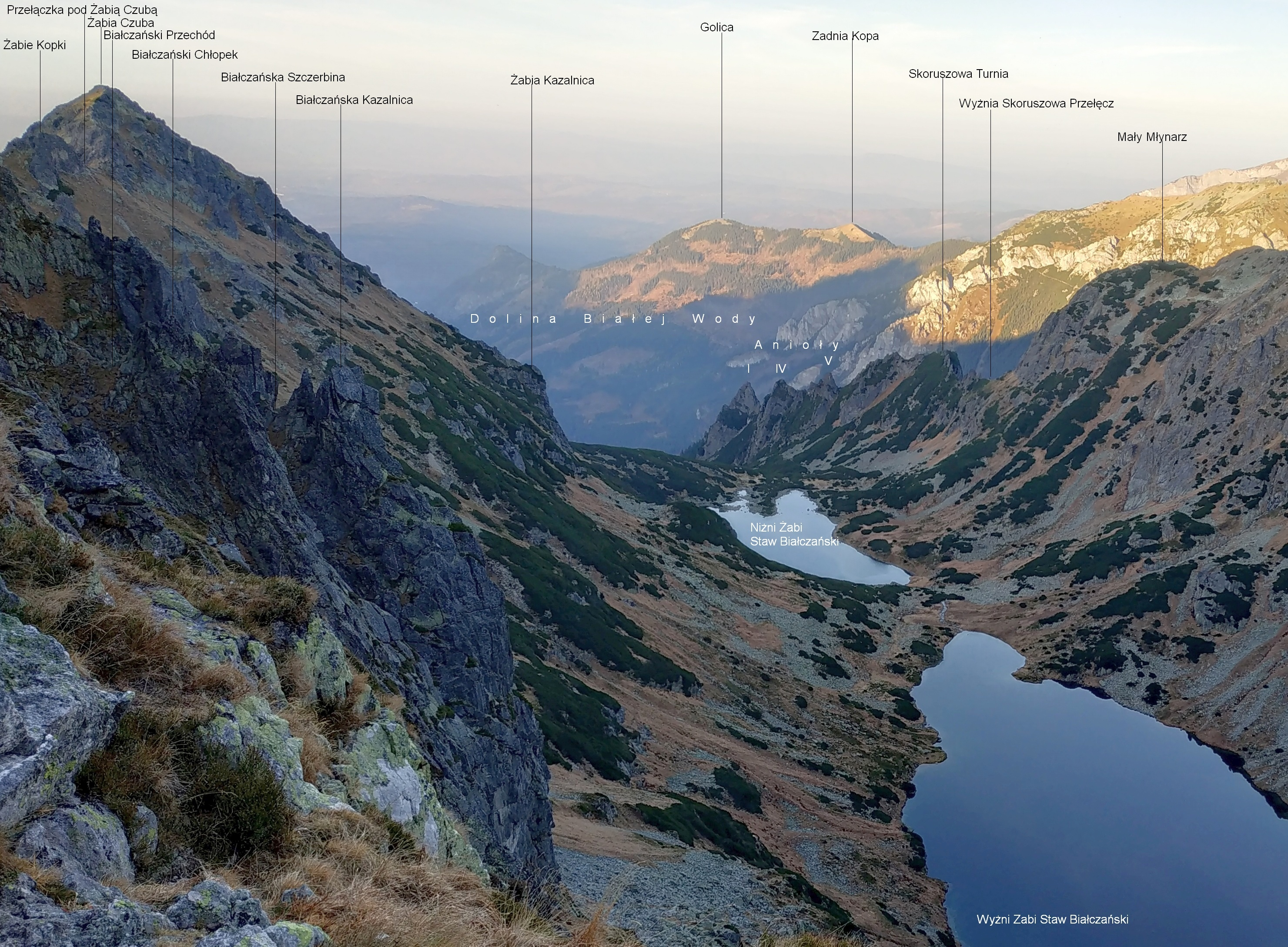

Białczańska Kazalnica (niem. Froschkanzel słow. Bielovodská kazateľnica, (węg. Békás-szószék, ok. 2025 m) – najwybitniejsza z turniczek na zachodnich zboczach Doliny Żabiej Białczańskiej w słowackich Tatrach Wysokich. Ma postać kazalnicy i jest najniżej położoną z czterech turniczek w południowo-wschodniej grani Skrajnej Białczańskiej Baszty. Oddzielona jest od nich Białczańską Szczerbiną, ku której opada ścianą o 10 metrowej wysokości. Na wschód Z Białczańskiej Kazalnicy opada ściana o skośnej podstawie i zmiennej wysokości. Po lewej stronie (przy Kominie Kurczaba) ściana ma wysokość 100 m, przy prawej 150 m (przy kominie na przedłużeniu depresji Białczańskiej Szczerbiny) jej wysokość dochodzi do 150 m.
Przez Białczańską Kazalnicę taternicy poprowadzili kilka dróg wspinaczkowych o trudności II lub V w skali tatrzańskiej. Obecnie jednak cała Dolina Żabia Białczańska to zamknięty dla turystów i taterników obszar ochrony ścisłej Tatrzańskiego Parku Narodowego.